# Primeira Liga 2003-2004
La Primeira Liga 2003-2004, nota come SuperLiga GalpEnergia 2003-2004 per ragioni di sponsorizzazione, è stata la 70ª edizione della massima serie del campionato portoghese di calcio. Il campionato è iniziato il 16 agosto 2003 ed è terminato il 9 maggio 2004.
Il campionato è stato vinto per il secondo anno di fila e per la 20ª volta nella sua storia dal Porto. Il capocannoniere del torneo è stato Benni McCarthy del Porto, con 20 reti segnate. L'Alverca, il Paços de Ferreira e l'Estrela Amadora sono stati retrocessi in Segunda Liga.
Questo campionato è ricordato anche per la tragica morte dell'attaccante del Benfica Miklós Fehér, avvenuta per arresto cardiaco il 25 gennaio 2004, durante la sfida con il Vitória Sport Clube.

## Stagione

### Novità
Dalla precedente stagione sono stati retrocessi il Varzim, il Santa Clara e il Vitória Setúbal. Sono stati promossi dalla Segunda Liga il Rio Ave, l'Alverca e l'Estrela Amadora.

### Formato
Le 18 squadre partecipanti si affrontano in un girone di andata e ritorno, per un totale di 34 giornate.

La squadra campione di Portogallo ha il diritto a partecipare alla fase a gironi della UEFA Champions League 2004-2005.

La squadra classificata al secondo posto è ammessa al terzo turno di qualificazione della UEFA Champions League 2004-2005.

Le squadre classificate al terzo, al quarto e al quinto posto sono ammesse al primo secondo turno della Coppa UEFA 2004-2005, assieme alla squadra vincitrice della Taça de Portugal 2003-2004.

La squadra classificata al sesto posto è ammessa alla Coppa Intertoto 2004.

Le squadre classificate agli ultimi tre posti (dal 16º al 18º posto) retrocedono in Segunda Liga.

## Squadre partecipanti
| Club              | Città               | Stadio                            | Risultato Stagione 2002-2003 |
| ----------------- | ------------------- | --------------------------------- | ---------------------------- |
| Académica         | Coimbra             | Stadio Città di Coimbra           | 15º posto in Primeira Liga   |
| Alverca           | Alverca do Ribatejo | Complexo Desportivo FC Alverca    | 2º posto in Primeira Liga    |
| Beira-Mar         | Aveiro              | Stadio comunale di Aveiro         | 13º posto in Primeira Liga   |
| Belenenses        | Lisbona             | Estádio do Restelo                | 9º posto in Primeira Liga    |
| Benfica           | Lisbona             | Estádio da Luz                    | 2º posto in Primeira Liga    |
| Boavista          | Porto               | Estádio do Bessa Século XXI       | 10º posto in Primeira Liga   |
| Braga             | Braga               | Stadio comunale di Braga          | 14º posto in Primeira Liga   |
| Estrela Amadora   | Amadora             | Estádio José Gomes                | 3º posto in Segunda Liga     |
| Gil Vicente       | Barcelos            | Estádio Cidade de Barcelos        | 8º posto in Primeira Liga    |
| Marítimo          | Funchal             | Estádio dos Barreiros             | 7º posto in Primeira Liga    |
| Moreirense        | Guimarães           | Parque Joaquim de Almeida Freitas | 12º posto in Primeira Liga   |
| Nacional          | Funchal             | Estádio da Madeira                | 11º posto in Primeira Liga   |
| Paços Ferreira    | Paços de Ferreira   | Estádio da Capital do Móvel       | 6º posto in Primeira Liga    |
| Porto             | Porto               | Estádio do Dragão                 | Campione del Portogallo      |
| Rio Ave           | Vila do Conde       | Estádio do Rio Ave FC             | 1º posto in Segunda Liga     |
| Sporting Lisbona  | Lisbona             | Stadio José Alvalade              | 3º posto in Primeira Liga    |
| União Leiria      | Leiria              | Estádio Dr. Magalhães Pessoa      | 5º posto in Primeira Liga    |
| Vitória Guimarães | Guimarães           | Estádio D. Afonso Henriques       | 4º posto in Primeira Liga    |

## Classifica finale
|  | Pos. | Squadra           | Pt | G  | V  | N  | P  | GF | GS | DR  |
|  | ---- | ----------------- | -- | -- | -- | -- | -- | -- | -- | --- |
|  | 1.   | Porto             | 82 | 34 | 25 | 7  | 2  | 63 | 19 | +44 |
|  | 2.   | Benfica           | 74 | 34 | 22 | 8  | 4  | 62 | 28 | +34 |
|  | 3.   | Sporting Lisbona  | 73 | 34 | 23 | 4  | 7  | 60 | 33 | +27 |
|  | 4.   | Nacional          | 56 | 34 | 17 | 5  | 12 | 56 | 35 | +21 |
|  | 5.   | Braga             | 54 | 34 | 15 | 8  | 11 | 33 | 36 | -3  |
|  | 6.   | Marítimo          | 48 | 34 | 12 | 12 | 10 | 35 | 33 | +2  |
|  | 7.   | Rio Ave           | 48 | 34 | 12 | 12 | 10 | 42 | 37 | +5  |
|  | 8.   | Boavista          | 47 | 34 | 12 | 11 | 11 | 32 | 31 | +1  |
|  | 9.   | Moreirense        | 46 | 34 | 12 | 10 | 12 | 33 | 33 | 0   |
|  | 10.  | União Leiria      | 45 | 34 | 11 | 12 | 11 | 43 | 45 | -2  |
|  | 11.  | Beira-Mar         | 41 | 34 | 11 | 8  | 15 | 36 | 45 | -11 |
|  | 12.  | Gil Vicente       | 40 | 34 | 10 | 10 | 14 | 43 | 40 | +3  |
|  | 13.  | Académica         | 38 | 34 | 11 | 5  | 18 | 40 | 42 | -2  |
|  | 14.  | Vitória Guimarães | 37 | 34 | 9  | 10 | 15 | 31 | 40 | -9  |
|  | 15.  | Belenenses        | 35 | 34 | 8  | 11 | 15 | 35 | 54 | -19 |
|  | 16.  | Alverca           | 35 | 34 | 10 | 5  | 19 | 33 | 49 | -16 |
|  | 17.  | Paços Ferreira    | 28 | 34 | 8  | 4  | 22 | 27 | 53 | -26 |
|  | 18.  | Estrela Amadora   | 17 | 34 | 4  | 5  | 25 | 22 | 74 | -52 |

Legenda:

      Campione del Portogallo e ammessa alla UEFA Champions League 2004-2005

      Ammesse alla UEFA Champions League 2004-2005

      Ammesse alla Coppa UEFA 2004-2005

      Ammesse alla Coppa Intertoto 2004

      Retrocessa in Segunda Liga 2004-2005

Tre punti a vittoria, uno a pareggio, zero a sconfitta.
La classifica viene stilata secondo i seguenti criteri:
- Punti conquistati
- Punti conquistati negli scontri diretti
- Differenza reti negli scontri diretti
- Reti realizzate in trasferta negli scontri diretti
- Differenza reti generale
- Partite vinte
- Reti totali realizzate
- Spareggio

## Statistiche

### Classifica marcatori
| Gol |  |  | Giocatore      | Squadra          |
| --- |  |  | -------------- | ---------------- |
| 20  |  |  | Benni McCarthy | Porto            |
| 19  |  |  | Adriano        | Nacional         |
| 15  |  |  | Evandro        | Rio Ave          |
| 15  |  |  | Liédson        | Sporting Lisbona |
| 14  |  |  | Ricardo Sousa  | Boavista         |
| 13  |  |  | Derlei         | Porto            |
| 12  |  |  | Simão Sabrosa  | Benfica          |
| 11  |  |  | Ferreira       | Gil Vicente      |
| 11  |  |  | Zé Manuel      | Paços Ferreira   |
| 11  |  |  | Wender         | Braga            |

## Verdetti finali
- Porto campione di Portogallo 2003-2004 e ammesso alla fase a gironi della UEFA Champions League 2004-2005.
- Benfica qualificato al terzo turno preliminare della UEFA Champions League 2004-2005.
- Sporting CP, Nacional, Braga, Marítimo qualificati al primo turno della Coppa UEFA 2004-2005.
- União Leiria qualificato alla Coppa Intertoto 2004.
- Alverca, Paços de Ferreira e Estrela Amadora retrocessi in Segunda Liga 2004-2005.